# Heterokrohnia involucrum
Heterokrohnia involucrum är en djurart som tillhör fylumet pilmaskar, och som beskrevs av Dawson 1968. Heterokrohnia involucrum ingår i släktet Heterokrohnia och familjen Eukrohniidae.
Artens utbredningsområde är Norra Ishavet. Inga underarter finns listade i Catalogue of Life.